# Tłustosz pospolity
Tłustosz pospolity (Pinguicula vulgaris L.) – gatunek rośliny wieloletniej należący do rodziny pływaczowatych. Status gatunku we florze Polski: gatunek rodzimy. Występuje w Azji, Europie i Ameryce Północnej. W Polsce występuje w górach i na całym niżu z wyjątkiem północno-wschodniej części kraju. Roślina dość rzadka. Jest przedstawicielem nielicznych na obszarze Polski roślin owadożernych.

## Morfologia
PokrójRoślina o wysokości 10–25 cm. Z różyczki liściowej o średnicy 4–12 cm wyrasta bezlistny głąbik z kwiatami.
LiścieWyłącznie w przyziemnej różyczce o średnicy do 12 cm. Są krótkoogonkowe, jasnozielone, mięsiste, całobrzegie, mają jajowaty lub podługowaty kształt. Mają zwykle podwinięte brzegi i górną powierzchnię silnie pokrytą ogruczolonymi włoskami.
KwiatyWyrastają z różyczki liściowej na ogruczolonych szypułkach o wysokości 5–25 cm, pojedynczo. Są to kwiaty grzbieciste o dwuwargowym kielichu. Obydwie wargi kielicha są rozcięte, górna mniej więcej do połowy swojej długości. Niebieskofioletowa i również dwuwargowa korona o długości 15–25 mm (wraz z ostrogą) jest 5-ząbkowa. Środkowa klapa na jej dolnej wardze posiada białą plamkę w gardzieli. Obydwie wargi korony z tyłu zrośnięte są w rurkę, która stopniowo przechodzi w dość długą i smukłą ostrogę. Wewnątrz korony pojedynczy słupek z bardzo pękatą zalążnią i dwoma różowymi, spiralnie zakręcającymi się znamionami, oraz dwa pręciki.
OwocKulistawojajowata torebka o długości 4-5 mm i szerokości 3,5-4 mm. Zazwyczaj jej długość jest nie więcej niż 1 1/3 razy większa od szerokości. Nasiona liczne, o powierzchni pokrytej delikatną siateczką.

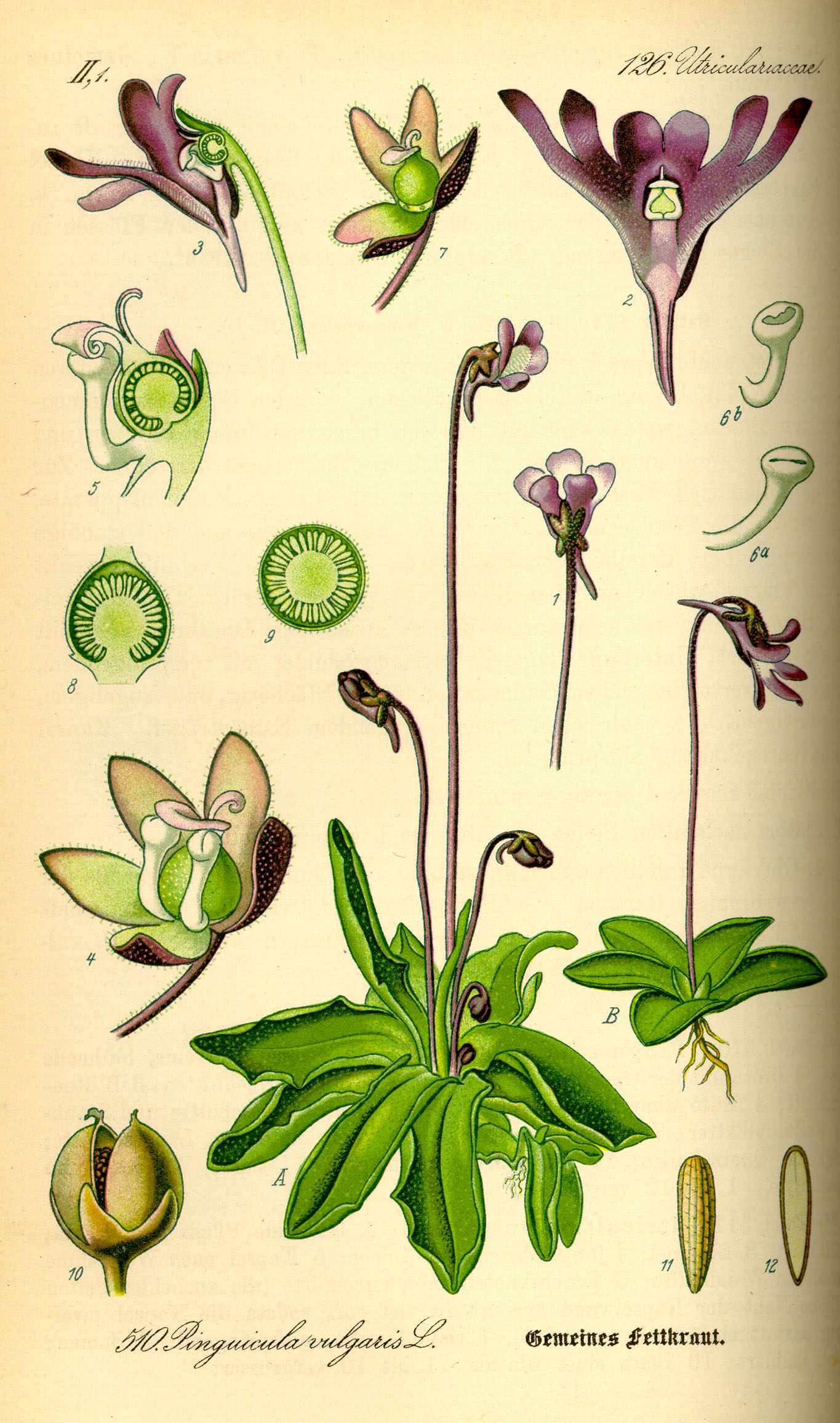
Morfologia
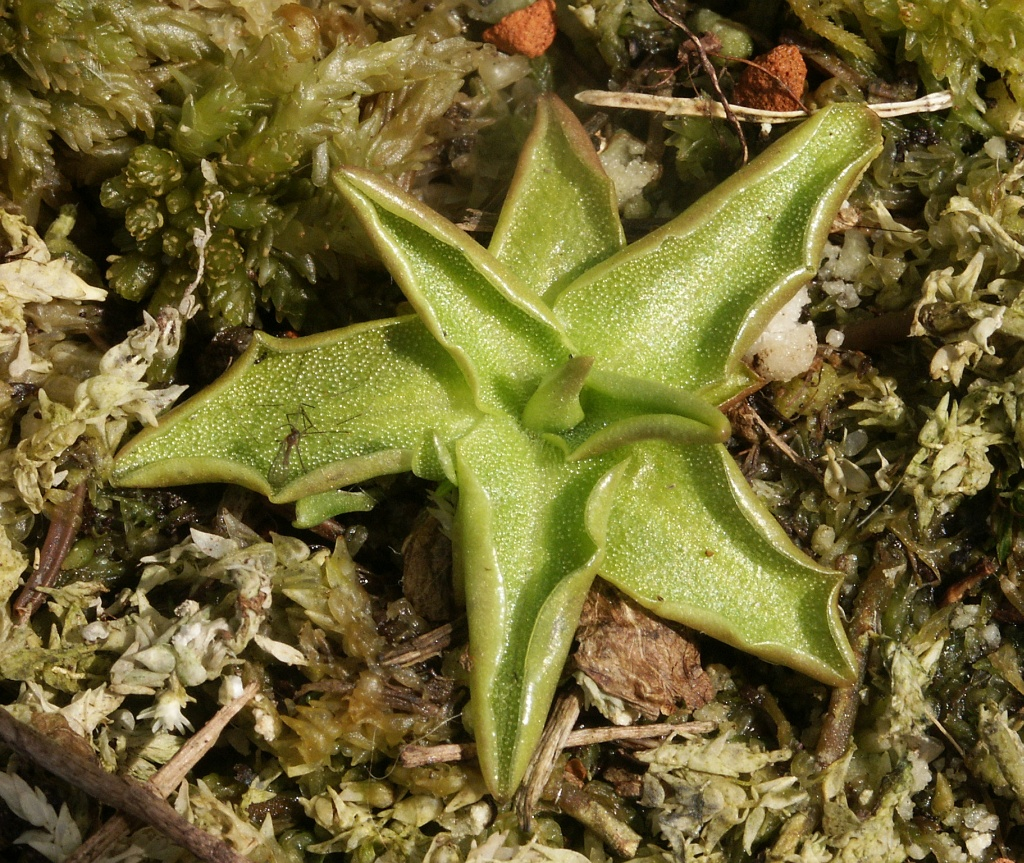
Różyczka liściowa
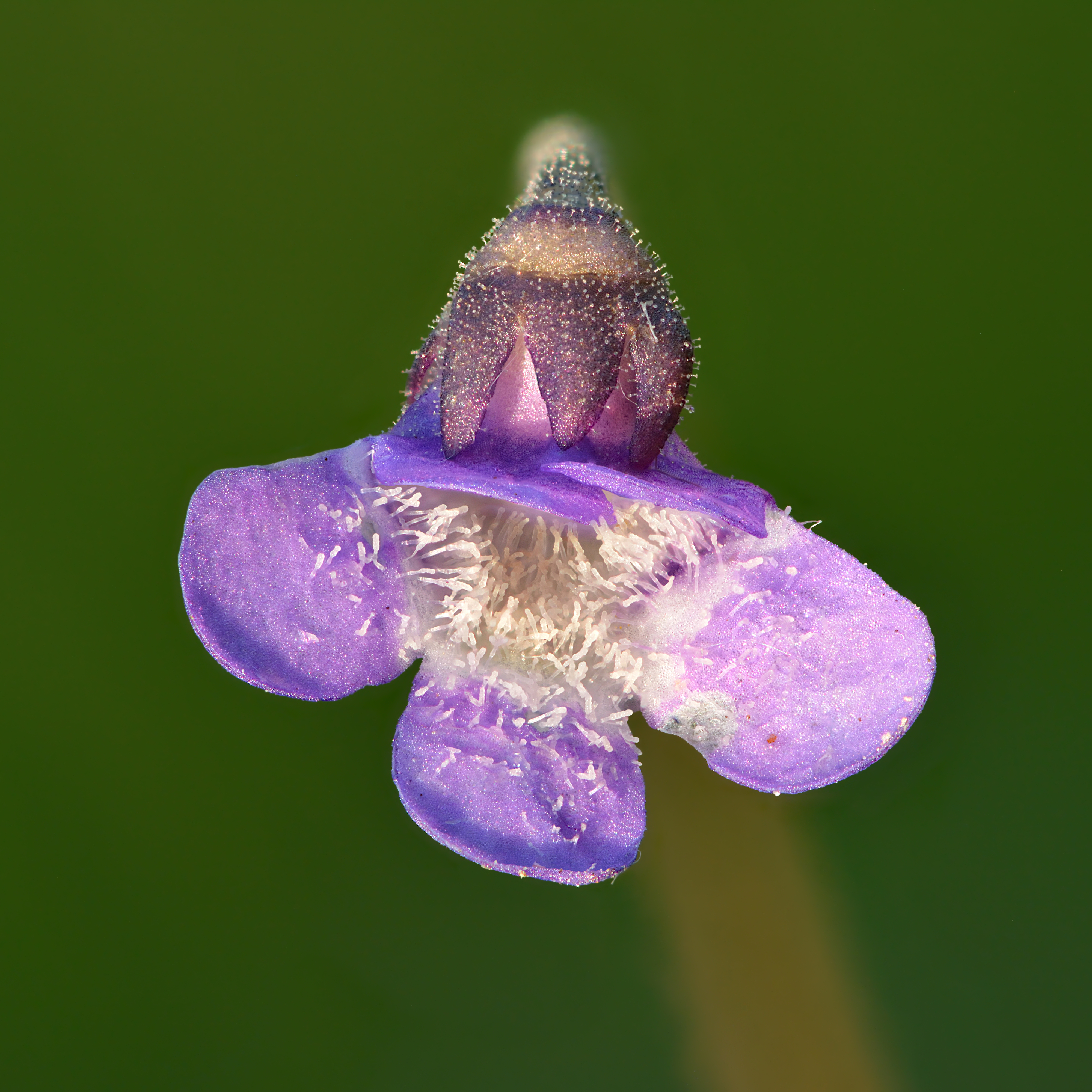
Kwiat
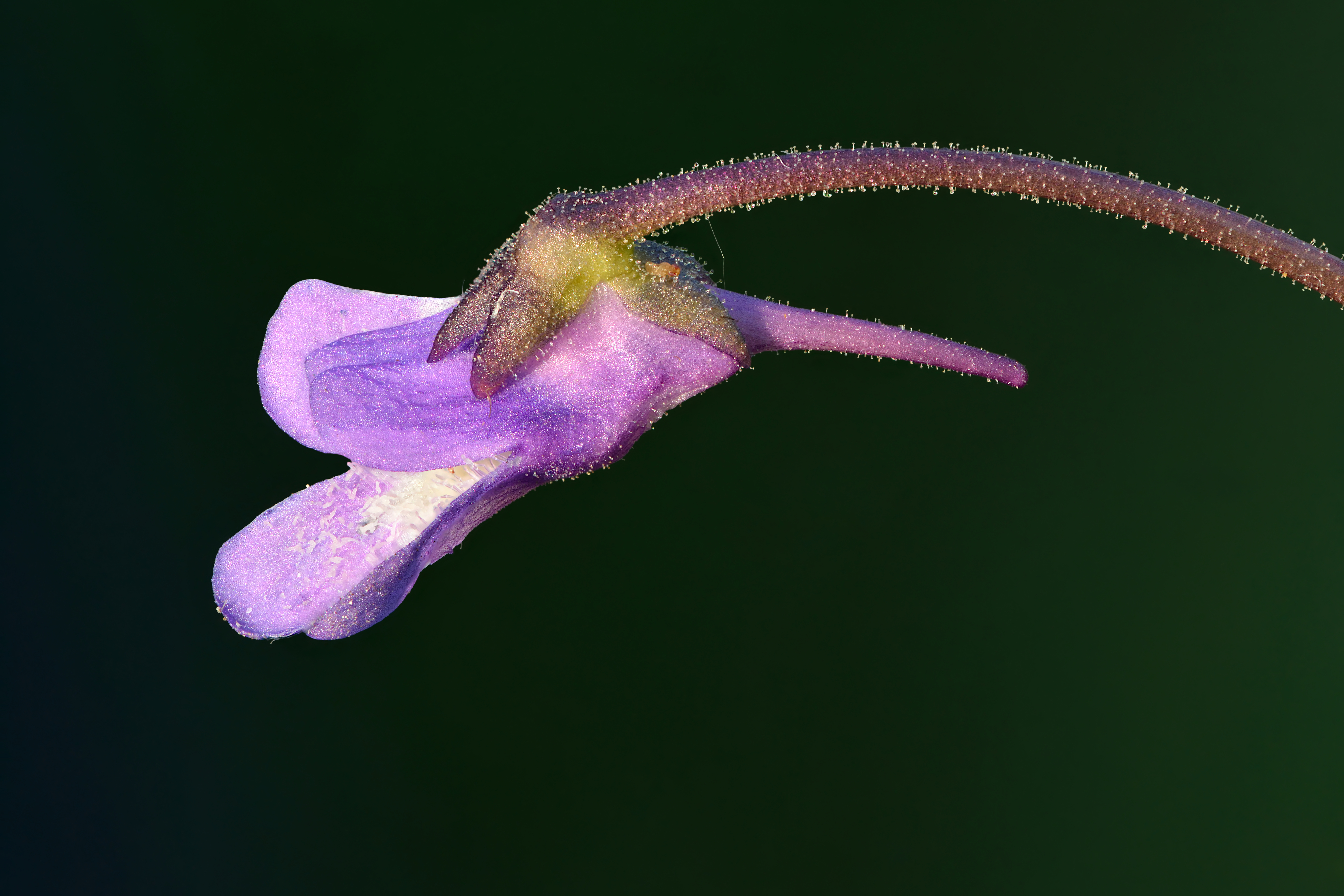
Kwiat

## Biologia i ekologia
RozwójHemikryptofit.  Kwitnie od maja do czerwca. Pręcik i słupek dojrzewają równocześnie. Jest rośliną mięsożerną. Liście tłustosza pospolitego, tak jak innych gatunków tego rodzaju, posiadają dwa rodzaje gruczołów: osadzone na trzoneczkach i wydzielające lepki śluz, oraz osadzone na liściu i wydzielające enzymy trawienne. Do śluzu przylepiają się siadające na liściach nieduże owady. Wówczas liście powoli zaginają się do środka, a enzymy trawią ciała owadów. Strawione składniki wchłaniane są przez liść, który po kilku dniach powoli rozprostowuje się. Roślina normalnie przeprowadza fotosyntezę, dzięki czemu jest w pełni autotroficzna. Owadożerność umożliwia jej jedynie uzupełnianie azotu, którego zwykle brak na ubogich glebach, na których rośnie.
SiedliskoEutroficzne torfowiska niskie, wilgotne łąki i inne wilgotne zbiorowiska, a w górach młaki kozłkowo-turzycowe. W klasyfikacji zbiorowisk roślinnych gatunek charakterystyczny dla O.All. Caricetalia davallianae.
Genetyka i zmiennośćLiczba chromosomów 2n = 64. We florze Polski wyróżniano podgatunek tłustosz pospolity dwubarwny Pinguicula vulgaris subsp. bicolor Á. Löve & D. Löve. Według The Plant List jest to odrębny gatunek.

## Zagrożenia i ochrona
Roślina objęta w Polsce ścisłą ochroną. Zmniejsza się liczba stanowisk, na których występuje. Kategorie zagrożenia:
- Kategoria zagrożenia gatunku w Polsce według Czerwonej listy roślin i grzybów Polski (2006)[14]: V (narażony na wyginięcie); w wydaniu z 2016 roku kategorie zagrożenia określono osobno dla podgatunku typowego (NT, bliski zagrożenia) i podgatunku dwubarwnego (EN, zagrożony)[15]
- Tłustosz pospolity dwubarwny (subsp. bicolor), występujący w południowo-wschodniej części kraju, został w Polsce uznany za wymierający. Według Polskiej Czerwonej Księgi Roślin (2001, 2014) posiada kategorię zagrożenia CR (krytycznie zagrożony)[16][17]. Umieszczony został także na polskiej czerwonej liście w kategorii EN (zagrożony).